# Roberta Invernizzi
Roberta Invernizzi (ur. 16 listopada 1966 w Mediolanie) – włoska sopranistka i pedagog, specjalizująca się w wykonaniach muzyki barokowej.

## Życiorys
Początkowo studiowała grę na fortepianie i kontrabasie, a następnie śpiew w Mediolanie pod kierownictwem Margaret Heyward. Kształcenie kontynuowała w Anglii, jej mentorką była wówczas Emma Kirkby. Od 1997 sama uczy śpiewu w Centro di Musica Antica Pietà dei Turchini w Neapolu, gdzie obecnie mieszka.

## Kariera artystyczna
Współpracowała z takimi artystami jak: Ton Koopman, Gustav Leonhardt, Jordi Savall, Andrew Parrot, Fabio Biondi, Nikolaus Harnoncourt, Rinaldo Alessandrini, Antonio Florio, czy zespołami, m.in. Amsterdam Baroque Orchestra, Concentus Musicus Wien, Cappella della Pietà de’ Turchini, Europa Galante, I Sonatori de la Gioiosa Marca, Ensemble Matheus, Concerto Italiano, Il Giardino Armonico.
W styczniu 1999 została zaproszona przez Gustava Leonhardta do zaśpiewania na inauguracyjnym koncercie New York Collegium.
W swoim dorobku ma ponad 60 nagrań, z których wiele zdobyło nagrody, m.in.: Choc du Monde de la Musique, Diapason d’Or de l’année, Gramophone Awards, Goldberg 5 stars, Deutsche Schallplatten Preis (z 2008 za nagranie Josepha Haydna Il ritorno di Tobia), Midem Classical Award (w 2007 Dolcissimo Sospiro z nagraniami Cacciniego) czy The Stanley Sadie Handel Recording Prize za rok 2007 za najlepsze nagranie roku dzieł Händla (za Le Cantate per il Cardinal Pamphili w towarzystwie zespołu La Risonanza pod dyrekcją Fabio Bonizzoniego).
Koncertowała na deskach całego świata, w tym kilkukrotnie w Polsce, m.in. 12 kwietnia 2009 w Operze Krakowskiej podczas festiwalu Misteria Paschalia (w repertuarze Francesco Nicola Fago w towarzystwie zespołu Europa Galante pod dyrekcją Fabio Biondiego) oraz trzykrotnie w Teatrze im. Słowackiego w Krakowie w ramach festiwalu Opera Rara (18 grudnia 2009 w roli Armidy w operze Georga Friedricha Händla Rinaldo, 4 marca 2010 w roli Licori w operze Antonia Vivaldiego Wierna nimfa oraz 19 maja 2010 u boku Il Giardino Armonico pod kierownictwem Giovanniego Antoniniego w przedstawieniu opery Vivaldiego Ottone in villa).

## Dyskografia
| Rok  | Kompozytor                            | Tytuł                                                                          | Wykonawcy | Zespół                                                                                              | Dyrygent                                                            | Wydawnictwo         |
| ---- | ------------------------------------- | ------------------------------------------------------------------------------ | --- | --------------------------------------------------------------------------------------------------- | ------------------------------------------------------------------- | ------------------- |
| 1994 | Bach                                  | Magnificat BWV 243 / Cantata BWV 21 / Motet BWV 225                            | Antonella Balducci, Roberta Invernizzi, Ulrike Clausen, Annemieke Cantor, Frieder Lang, Gerhard Nennemann, Fulvio Bettini, Furio Zanasi | Coro della Radio Svizzera Ensemble Vanitas                                                          | Diego Fasolis                                                       | Arts Music          |
| 1996 | Porpora                               | Dorindo, Dormi Ancor                                                           | Roberta Invernizzi, Marco Lazzara, Rosita Frisani | Alessandro Stradella Consort                                                                        | Estevan Velardi                                                     | Bongiovanni         |
| 1996 | Legrenzi                              | La morte del cor penitente                                                     | Sergio Foresti, Marco Beasley, Mario Cecchetti, Roberta Invernizzi, Elisabetta de Mircovich | I Sonatori de la Gioiosa Marca                                                                      |                                                                     | Divox               |
| 1997 | Buxtehude                             | Membra Jesu nostri                                                             | Daniele Carnovich, Roberto Balconi, Catherina Trogu-Rohrich, Roberta Invernizzi, Mario Cecchetti | Accademia Strumentale Italiana Verona Accademia Strumentale Italiana I Sonatori de la Gioiosa Marca | Diego Fasolis                                                       | Naxos               |
| 1997 | Händel                                | Lucrezia                                                                       | Roberta Invernizzi | Retablo Barocco                                                                                     |                                                                     | Stradivarius        |
| 1998 | Purcell                               | Music for the Funeral of Queen Mary Z860; Hail, bright Cecilia Z328; Motets    | Furio Zanasi, Paul Robinson, Antonio Abete, Francesco Cera, Lorenzo Ghielmi, Lia Serafini, Loredana Bacchetta, Roberta Invernizzi, Silvia Piccollo, Fabian Schofrin, Marco Beasley, Paolo Costa, Roberto Balconi                                                         | Theatrum Instrumentorum, Vanitas Ensemble                                                           | Diego Fasolis                                                       | Arts Music          |
| 1999 | Vinci                                 | Treasures Of Naples Vol. 8: Vinci: Li Zite 'Ngalera                            | Giuseppe Naviglio, Pietro Naviglio, Emanuela Galli, Maria Collina, Maria Ercolano, Roberta Andalo, Roberta Invernizzi, Giuseppe De Vittorio, Rosario Totaro | Capella della Pietà de’ Turchini                                                                    | Antonio Florio                                                      | Opus 111            |
| 1999 | Bach                                  | Messe h-moll                                                                   | Lynne Dawson, Roberta Invernizzi, Christoph Prégardien, Lynne Dawson, Gloria Banditelli, Klaus Mertens | I Sonatori de la Gioiosa Marca                                                                      | Diego Fasolis                                                       | Arts Music          |
| 1999 | Durante                               | Lamentationes Jeremiae Prophetae/Vespro Breve                                  | Antonio Abete, Furio Zanasi, Emanuela Galli, Roberta Invernizzi, Marco Beasley | I Sonatori de la Gioiosa Marca                                                                      | Diego Fasolis                                                       | Arts Music          |
| 1999 | Monteverdi                            | Amor, Dicea - Complete Duets 2                                                 | Antonio Abete, Gian Paolo Fagotto, Roberta Invernizzi, Furio Zanasi, Luca Dordolo, Daniela del Monaco, Silvia Piccollo | Il Complesso Barocco                                                                                | Alan Curtis                                                         | Angel Records       |
| 2000 | Rossi                                 | Straziami pur Amor (Madrigals)                                                 | Antonio Abete, Walter Vestidello, Daniela del Monaco, Elena Cecchi Fedi, Roberta Invernizzi, Santina Tomasello, Gian Paolo Fagotto, Mario Cecchetti, Pier Luigi Ciapparelli, Massimo Barristella, Massimo Battistella, Vania Pedronetto, Patrizio Focardi, Pauline Nobes | Il Complesso Barocco                                                                                | Alan Curtis                                                         | EMI Classics        |
| 2000 |                                       | Salon Napolitain - The Neapolitan Salon from the Revolution to the Restoration | Roberta Invernizzi, Lucia Naviglio, Rosario Totaro, Francesco Caramiello | |                                                                     | Opus 111            |
| 2000 | Koukl                                 | Musica Vocale                                                                  | Roberta Invernizzi | |                                                                     |                     |
| 2001 | Gossec                                | Grande Messe des Morts / Symphonie à 17 parties                                | Maite Arruabarrena, Roberta Invernizzi, Howard Crook | Lugano Radio Orchestra                                                                              | Diego Fasolis Wolf-Dieter Hauschild                                 | Naxos               |
| 2001 | Lotti                                 | La Vita Caduca                                                                 | Antonio Abete, Daniela del Monaco, Elena Cecchi Fedi, Roberta Invernizzi, Gian Paolo Fagotto | Il Complesso Barocco                                                                                | Alan Curtis                                                         | EMI Classisc        |
| 2001 | Monteverdi                            | A voce sola, con sinfonie                                                      | Roberta Invernizzi | Accademia Strumentale Italiana                                                                      | Alberto Rasi                                                        |                     |
| 2002 | Monteverdi                            | Complete Duets 1                                                               | Gian Paolo Fagotto, Luca Dordolo, Elena Cecchi Fedi, Roberta Invernizzi, Giuseppe Zambon, Roberto Abbondanza, Gloria Banditelli, Antonio Abete | Il Complesso Barocco                                                                                | Alan Curtis                                                         | EMI Classics        |
| 2002 | Händel                                | Rodrigo                                                                        | Gloria Banditelli, Sandrine Piau, Elena Cecchi Fedi, Rufus Muller, Roberta Invernizzi, Catarina Calvi | Il Complesso Barocco                                                                                | Alan Curtis                                                         | Virgin Classics     |
| 2003 | Paisiello                             | Pulcinella Vendicato                                                           | Maria Ercolano, Rosario Totaro, Giuseppe De Vittorio, Maria Grazia Schiavo, Roberta Andalo, Stefano Di Fraja, Giuseppe Naviglio, Roberta Invernizzi | Cappella de' Turchini                                                                               | Antonio Florio                                                      | Opus 111            |
| 2003 | Bach                                  | Le ouvertures per orchestra BWV 1066-69 - Cantate BWV 110 e 205                | Roberta Invernizzi, Nancy Argenta, Rosa Domínguez, Claudia Iten, Charles Daniels, Klaus Mertens | Coro della Radio Svizzera I Barocchisti                                                             | Diego Fasolis                                                       | Amadeus Magazine    |
| 2003 | Vivaldi                               | L'Olimpiade                                                                    | Sergio Foresti, Roberta Invernizzi, Sara Mingardo, Sonia Prina, Laura Giordano, Riccardo Novaro, Marianna Kulikova | Concerto Italiano                                                                                   | Rinaldo Alessandrini                                                | Naïve               |
| 2004 | Cavalli                               | Statira, Principessa di Persia                                                 | Giuseppe Naviglio, Dionisia di Vico, Maria Ercolano, Maria Grazia Schiavo, Roberta Andalo, Roberta Invernizzi, Valentina Varriale, Giuseppe De Vittorio, Rosario Totaro, Stefano Di Fraja                                                                                | Capella della Pietà de’ Turchini, Cappella de’ Turchini                                             | Antonio Florio                                                      | Opus 111            |
| 2004 | Scarlatti                             | La Santissima Trinità                                                          | Vivica Genaux, Véronique Gens, Roberta Invernizzi, Paul Agnew, Roberto Abbondanza | Europa Galante                                                                                      | Fabio Biondi                                                        | EMI Classics        |
| 2004 | Vivaldi                               | Vespri per l'Assunzione di Maria Vergine                                       | Anna Simboli, Sara Mingardo, Roberta Invernizzi, Gemma Bertagnolli, Gianluca Ferrarini, Matteo Bellotto | Concerto Italiano                                                                                   | Rinaldo Alessandrini                                                | Naïve               |
| 2004 | Vivaldi                               | Operas                                                                         | Sergio Foresti, Philippe Jaroussky, Magdalena Kožená, Sara Mingardo, Nathalie Stutzmann, Roberta Invernizzi, Sonia Prina, Gemma Bertagnolli, Guillemette Laurens, Anthony Rolfe Johnson, Martino Faggiani                                                                | Academia Montis Regalis Concerto Italiano Matheus Ensemble                                          | Alessandro de Marchi, Jean-Christophe Spinosi, Rinaldo Alessandrini | Opus 111            |
| 2005 | Ferrari                               | Il Sansone                                                                     | Carlo Lepore, Roberta Invernizzi, Gian Paolo Fagotto | Il Complesso Barocco                                                                                | Alan Curtis                                                         | Virgin Veritas      |
| 2006 | Vivaldi                               | Dixit Dominus                                                                  | Lucia Cirillo, Roberta Invernizzi, Paul Agnew, Thomas Cooley | Dresdner Instrumental-Concert                                                                       | Peter Kopp                                                          | Archiv Produktion   |
| 2006 | Vivaldi                               | Motezuma                                                                       | Inga Kalna, Maite Beaumont, Marijana Mijanovic, Roberta Invernizzi, Romina Basso, Vito Priante | Il Complesso Barocco                                                                                | Alan Curtis                                                         | Deutsche Grammophon |
| 2006 | Händel                                | Le Cantate per il Cardinal Pamphili                                            | Roberta Invernizzi | La Risonanza                                                                                        | Fabio Bonizzoni                                                     | Glossa              |
| 2007 | Bach                                  | Cantatas BWV 205 & BWV 110                                                     | Klaus Mertens, Claudia Iten, Rosa Dominguez, Nancy Argenta, Roberta Invernizzi, Charles Daniels, Duilio Galfetti | I Barocchisti                                                                                       | Diego Fasolis                                                       | Arts Music          |
| 2007 | Caresana                              | Per la Nascita del Verbo                                                       | Furio Zanasi, Roberta Andalo, Roberta Invernizzi, Giuseppe De Vittorio, Rosario Totaro | Capella della Pietà de’ Turchini, Cappella de’ Turchini                                             | Antonio Florio                                                      | Naïve               |
| 2007 | Händel                                | Le Cantate per il Marchese Ruspoli                                             | Emanuela Galli, Roberta Invernizzi | La Risonanza                                                                                        | Fabio Bonizzoni                                                     | Glossa              |
| 2007 | Haydn                                 | Il ritorno di Tobia                                                            | Roberta Invernizzi, Sophie Karthäuser, Ann Hallenberg, Anders J. Dahlin, Nikolay Borchev | Capella Augustina                                                                                   | Andreas Spering                                                     | Naxos               |
| 2007 | de Nebra Petrini Vinci                | Cantate e Intermezzi                                                           | Giuseppe Naviglio, Roberta Invernizzi, Giuseppe De Vittorio | Capella della Pietà de’ Turchini Cappella de’ Turchini                                              | Antonio Florio                                                      | Naïve               |
| 2007 | Händel                                | Floridante                                                                     | Marijana Mijanovic, Joyce DiDonato, Roberta Invernizzi, Sharon Rostorf-Zamir, Vito Priante, Riccardo Novaro | Il Complesso Barocco                                                                                | Alan Curtis                                                         | Archiv Produktion   |
| 2009 | Fiocco                                | Mass/Sacred Concertos                                                          | Lia Serafini, Roberta Invernizzi, Stefano Di Fraja, Giuseppe Naviglio | Capella della Pietà de’ Turchini                                                                    | Antonio Florio                                                      | Cypres              |
| 2009 | Haydn                                 | Oratorios                                                                      | Hanno Müller-Brachmann, Nikolay Borchev, Stephan MacLeod, Roberta Invernizzi, Sibylla Rubens, Sophie Karthäuser, Sunhae Im, Anders J. Dahlin, Andreas Karasiak, Jan Kobow                                                                                                | Capella Augustina Leipziger Kammerorchester                                                         | Andreas Spering Morten Schuldt-Jensen                               | Naxos               |
| 2009 | Steffani                              | Orlando generoso                                                               | Wolf Matthias Friedrich, Daniel Lager, Franz Vitzthum, Kai Wessel, Jorg Waschinski, Roberta Invernizzi, Susanne Ryden | Musica Alta Ripa                                                                                    | Bernward Lohr                                                       | MD&G Records        |
| 2009 | Händel                                | Clori, Tirsi e Fileno: Haendel Italian Cantatas, V                             | Roberta Invernizzi, Romina Basso, Yetzabel Arias Fernández | La Risonanza                                                                                        | Fabio Bonizzoni                                                     | Glossa              |
| 2009 | Händel                                | Olinto pastore, Le Cantate Italiane di Handel Vol. VI, Rome 1708               | Roberta Invernizzi, Yetzabel Arias Fernandez, Romina Basso | La Risonanza                                                                                        | Fabio Bonizzoni                                                     | Glossa              |
| 2011 | Händel                                | Handel in Italy                                                                | Roberta Invernizzi | La Risonanza                                                                                        | Fabio Bonizzoni                                                     | Glossa              |
| 2012 | Bach                                  | Wielka msza h-moll                                                             | Gloria Banditelli, Lynne Dawson, Roberta Invernizzi, Klaus Mertens, Christoph Prégardien | | Diego Fasolis                                                       | Brilliant Classics  |
| 2013 | Bordoni                               | I Viaggi di Faustina                                                           | Roberta Invernizzi | I Turchini                                                                                          | Antonio Florio                                                      | Glossa              |
| 2013 | Monteverdi, Lotti, Scarlatti, Durante | Amore e Morte dell Amore                                                       | Roberta Invernizzi, Sonia Prina | Ensemble Claudiana                                                                                  | Luca Pianca                                                         | Naïve               |
| 2014 | Monteverdi, Caccini i inni            | La Bella più Bella: Songs from early baroque Italy                             | Roberta Invernizzi, Craig Marchitelli | |                                                                     | Glossa              |
| 2014 | Ferrandini                            | Ferrandini: Al Santo Sepolcro                                                  | Roberta Invernizzi | L'Opera Stravagante di Venezia                                                                      | Gambe di Legno                                                      | Fra Bernardo        |
| 2014 | Händel                                | Haendel: Duetti da Camera                                                      | Roberta Invernizzi, Marina de Liso | La Risonanza                                                                                        | Fabio Bonizzoni                                                     | Glossa              |
| 2015 | Gizzi                                 | Arias for Domenico Gizzi: A Star Castrato in Baroque Rome                      | Roberta Invernizzi | |                                                                     | Glossa              |
| 2015 | Händel                                | Duetti e Terzetti Italiani                                                     | Thomas Bauer, Silvia Frigato, Roberta Invernizzi | La Risonanza                                                                                        | Fabio Bonizzoni                                                     | Glossa              |